# تراموا مسکو
تراموا مسکو (انگلیسی: Trams in Moscow) سیستم تراموا در شهر مسکو، روسیه است.
این تراموا که در سال ۱۸۹۹ تأسیس شده دارای ۴۵ خط و ۱۸۱ کیلومتر طول می‌باشد.

## نگارخانه

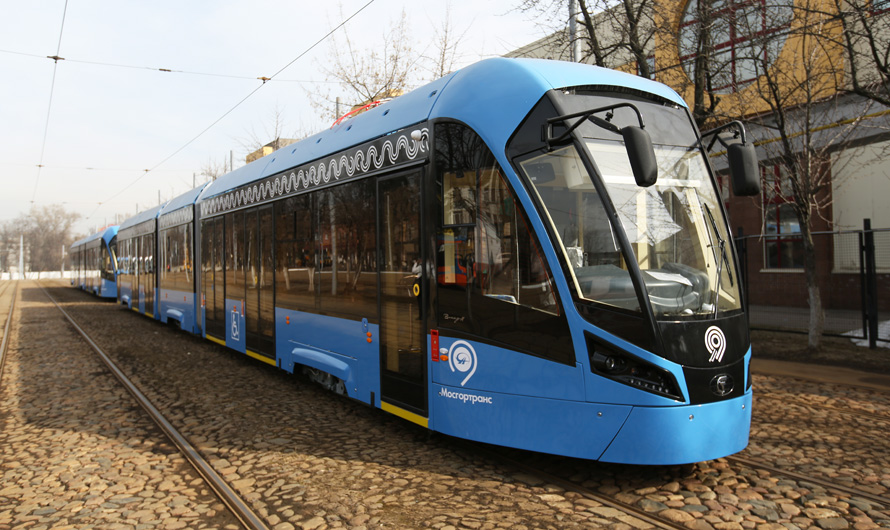
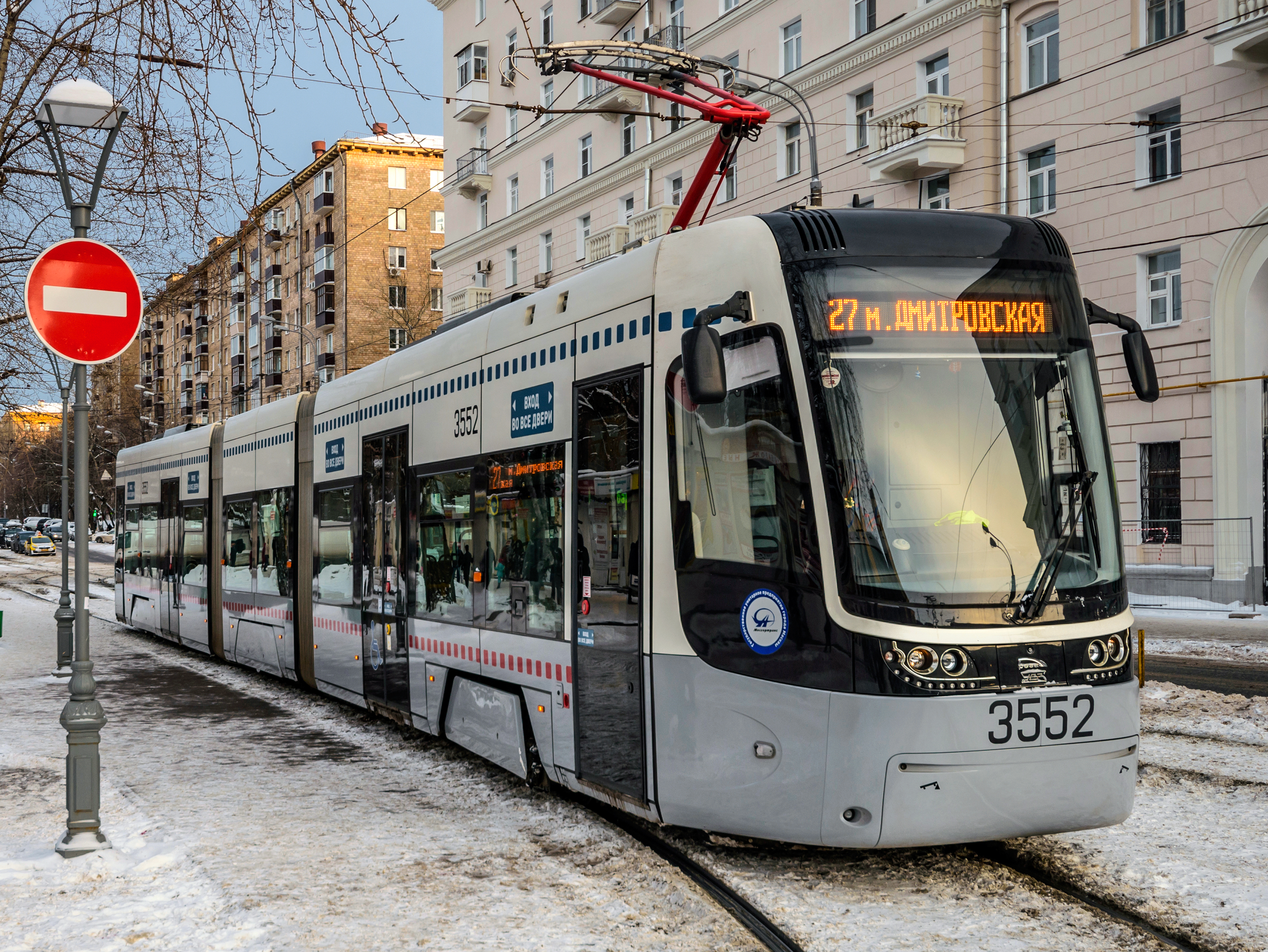
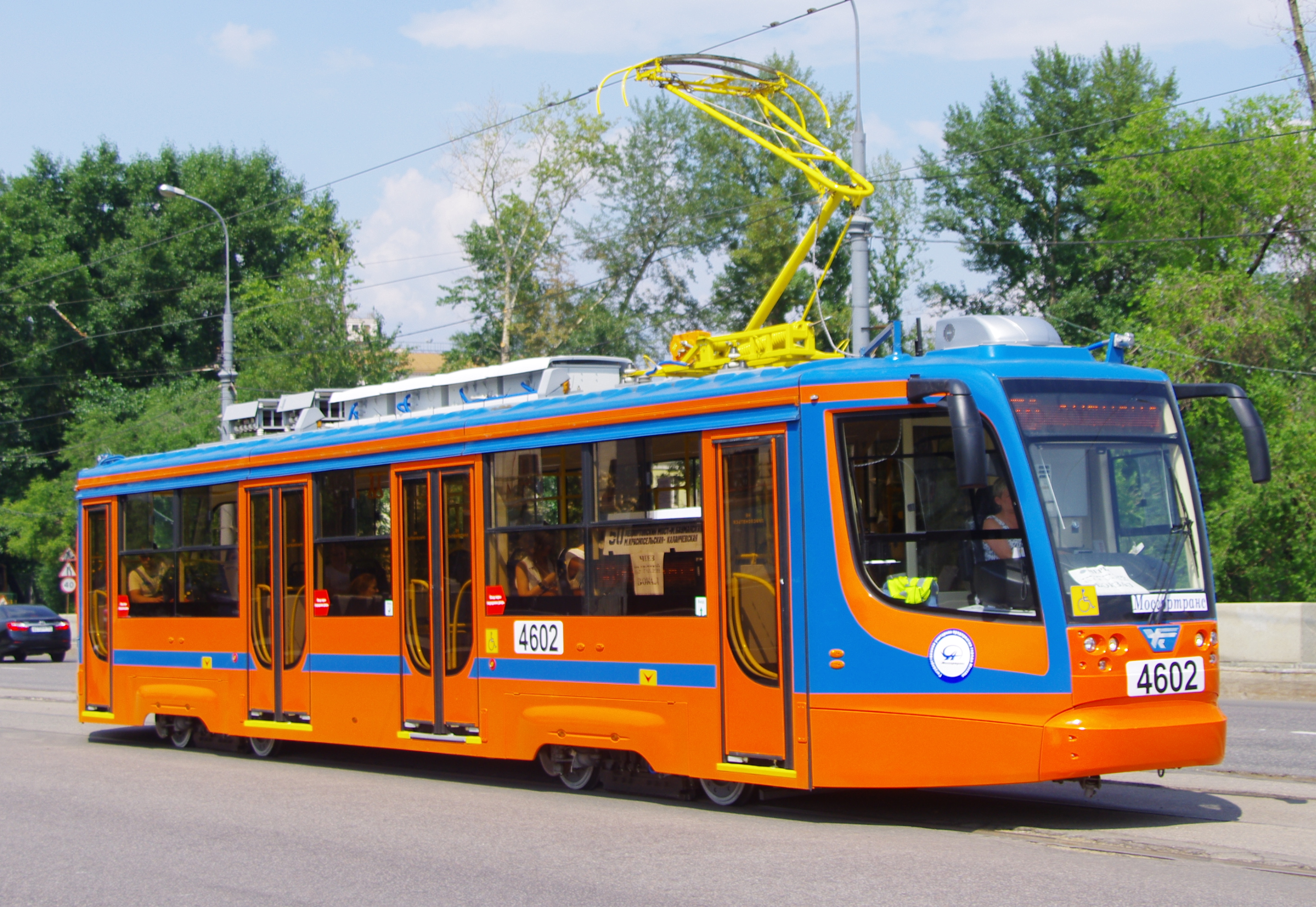
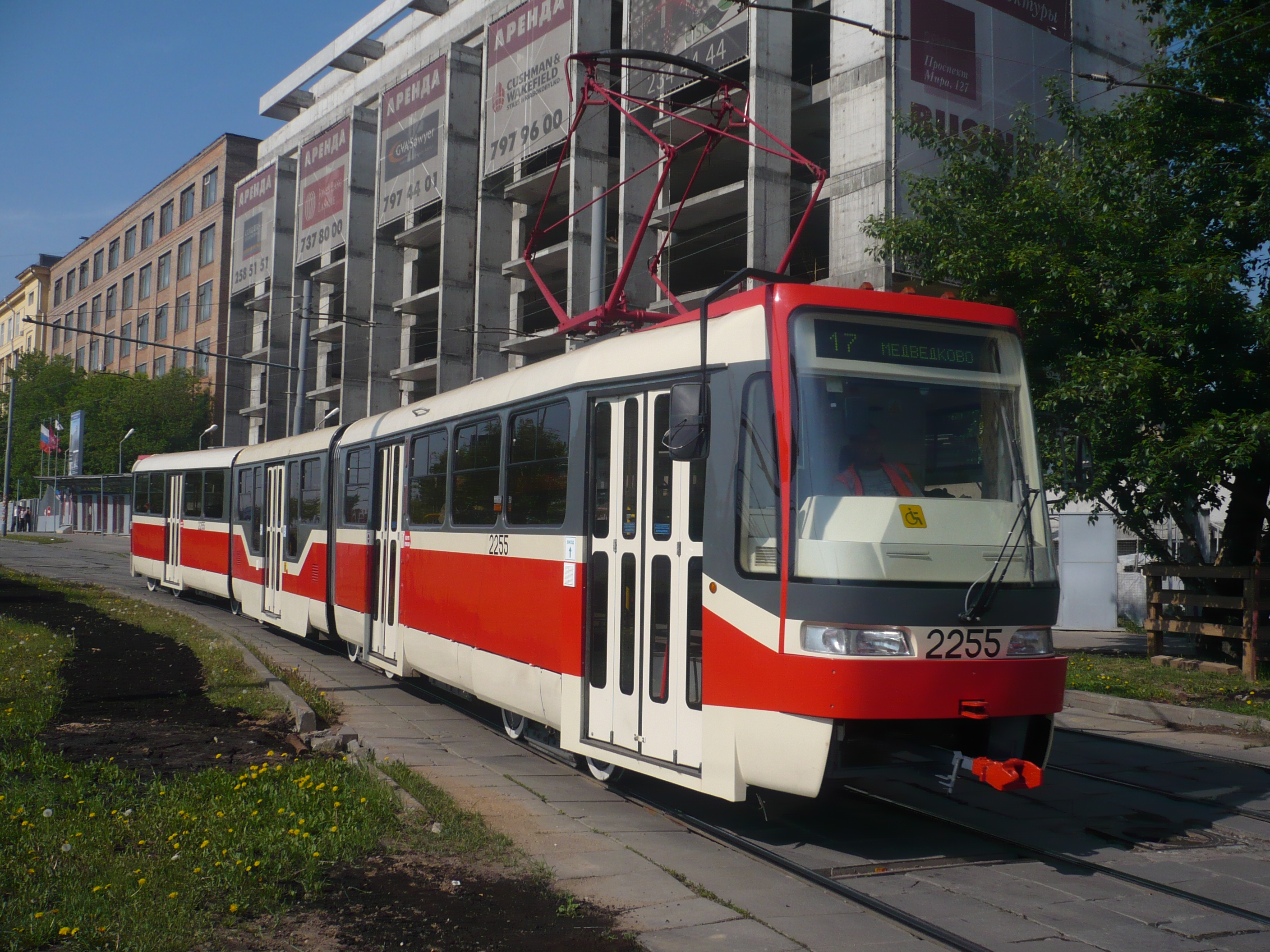